# 糖苷水解酶

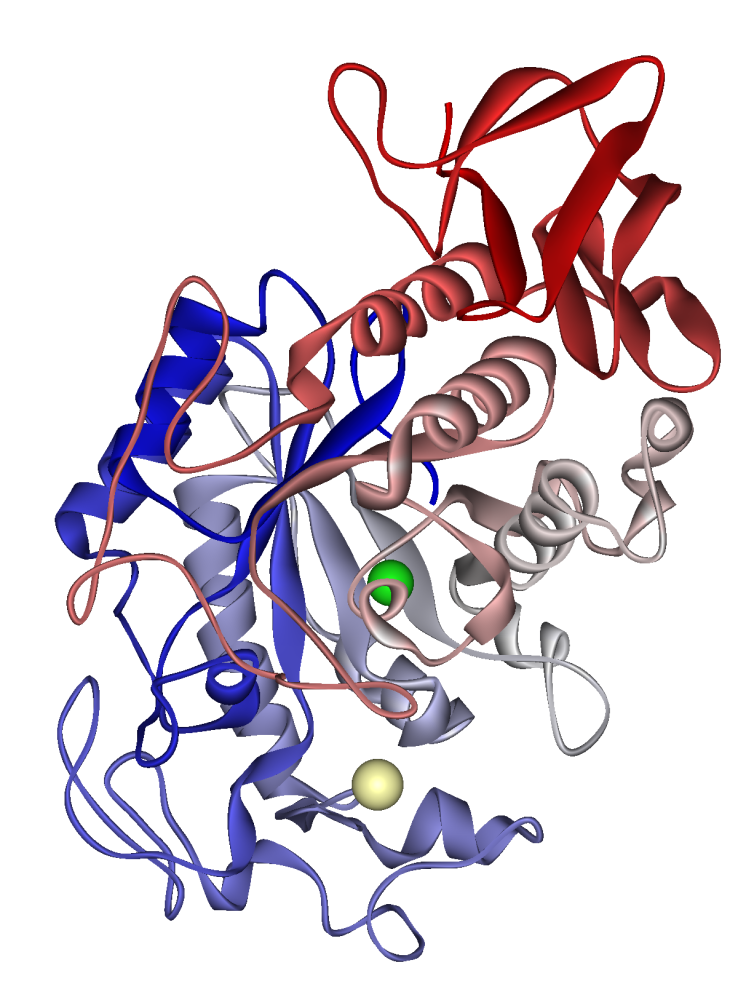
α-澱粉酶是一種糖苷水解酶。

糖苷水解酶（英語：Glycoside hydrolases，又稱糖苷酶）是一種專門水解配糖鍵（glycosidic bond），並產生兩個較小的糖分子的酵素，也是自然界中的常見酵素之一。這類蛋白質在人類的產業上也有所應用，例如用來將纖維素與半纖維素等生物質能降解成可用的小分子。

## 外部連結
- 醫學主題詞表（MeSH）：Glycoside+hydrolases